# Out of Nowhere
Out of Nowhere es el cuarto álbum de estudio del guitarrista estadounidense de metal neoclásico Vinnie Moore, publicado en 1996 por Mayhem Records. Con el auge del grunge y el rock alternativo en los principales mercados mundiales por aquel entonces, la gran mayoría de los guitarristas de metal neoclásico perdieron su relevancia. Ante ello, Moore compuso canciones ligadas a un rock instrumental más elegante y técnico que le permitió recibir una buena recepción de parte de los críticos.

## Lista de canciones
Todas las canciones escritas por Vinnie Moore, a menos que se indique lo contrario.

| N.º | Título                | Escritor(es)       | Duración |  |
| 1.  | «With the Flow»       |                    | 3:45     |  |
| 2.  | «Losing Faith»        |                    | 4:09     |  |
| 3.  | «Echoes»              |                    | 4:09     |  |
| 4.  | «Thunderball»         |                    | 3:29     |  |
| 5.  | «From Now On»         |                    | 3:47     |  |
| 6.  | «Time Traveler»       |                    | 4:13     |  |
| 7.  | «VinMan's Brew»       |                    | 4:20     |  |
| 8.  | «She's Only Sleeping» |                    | 3:47     |  |
| 9.  | «Am I Only Dreaming?» | Moore, Brian Tichy | 4:01     |  |
| 10. | «770 Days»            |                    | 3:44     |  |
| 11. | «Move That Thang!»    |                    | 3:56     |  |
| 12. | «Winter Sun»          |                    | 1:55     |  |

| Pistas adicionales solo en Japón |              |          |  |
| N.º                              | Título       | Duración |  |
| 13.                              | «The Crunch» |          |  |
| 14.                              | «Live Solo»  |          |  |

## Músicos
- Vinnie Moore: guitarra eléctrica
- Dorian Heartsong: bajo
- Brian Tichy: batería